# Batshireet
Batshireet é um distrito da cidade de Chingis, na província de ￼￼Khentiy, no norte da Mongólia. Está próxima ao distrito de Kyrinsky, no Krai de Transbaicália, na Rússia. Está a 414km de Ulã Bator, capital mongol. Todo o território fica  na parte oriental das  Montanhas Khentiy. Está localizado na altura de 2275 metros, o ponto mais alto das Montanhas Khentiy.